# 涂世友
涂世友（1974年—），湖北鄂州，现居武汉市，毕业于武汉大学新闻系，获得硕士学位，2011年在自创的“雅品贞操网”晒简历，网名“贞操女神”，成为热点人物和网络红人。

## 生平
1974年，涂世友出生在湖北省鄂州市。她的小和初中都在鄂州城区的学校里度过。 初中毕业后，考取了中等师范学校，中专毕业后，她被分配到鄂州市一所小学教书。 两年后，她辞职去了一家企业，当起了宣传员，在第四年中，她报考了武汉大学新闻系，2001年毕业，并且获得硕士学位。 涂世友在武汉大学毕业后，成为自由撰稿人，收入微薄。2011年12月，此时涂世友已经38岁了，她在武汉同济医院做了处女检查证明。随后，她和一个杭州男生建立了“雅品贞操网”。 2012年3月20日，涂世友在微博上贴出“征婚告示”：
“本人38岁，硕士学位，处女。现面向全国征婚：1、作风正派、党员优先；2、有正当职业、无婚史、公务员优先；3、四十岁以下、硕士以上学历；4、婚前不能发生性接触；5、婚后三年考察期不能过性生活、考察期结束后方可行夫妻之事；6、处男优先。1至5条缺一不可，有意者请留言。” 
2012年3月21日，涂世友“征婚告示”的策划人被曝光。

## 思想
涂世友认为，当今社会已经严重扭曲了青少年的性观念，于是她决心拯救迷途中的青少年，遂建立了“雅品贞操网”，她向媒体表示说：“青少年性意识的觉醒和情感的萌动，也需要家长和爱心人士施以健康的价值观和社交能力来引导。青少年轻率混乱的性经历造成的悲剧越来越多。”

## 评价
黄石中心医院妇科主治医生潘伟：“涂世友的行为也只能代表个人的主观意识，但从生理学角度讲，不论年龄大小，婚前守贞现象的存在是合理的，也不会对生理造成危害，社会各界也不必过多的去评判这种行为。”
武汉大学政治公共管理学院教授尚重生：“创办如此网站号召守贞，从道德、法律上讲，是行得通的，而且，出发点和宗旨非常好，她在竭力倡导一种传统美德，倡导当代社会人类的性安全、性健康。”